# Fachwerkhaus Waldstraße 1
Das Fachwerkhaus Waldstraße 1 in Syke stammt vom Anfang des 19. Jahrhunderts. Es wurde als Wirtschaftsgebäude, dann als Schulhaus bzw. Bürgerhaus genutzt und aktuell (2022) als  Senioren- und Pflegestützpunkt.
Das Gebäude steht unter Denkmalschutz.

## Geschichte
Das zweigeschossige verklinkerte Fachwerkhaus mit einem Krüppelwalmdach wurde am Anfang des 19. Jahrhunderts als Wirtschaftsgebäude mit Viehhaus und Getreidespeicher der Balkschen Posthalterei errichtet.
Die Posthalterei mit Post-, Gast-, Logier- und Wohnhaus wurde etwa um 1826 auf das Areal Nienburger Straße 5 (heute Volkshochschule) sowie Waldstraße 1 und 3 (Scheune, nach Leerstand 2001/08 um 2009 Café) verlegt.
Um 1870 wurde die Poststation aufgegeben und als Wohnhäuser genutzt. Im Ensemble war später eine Schule mit Lehrerwohnung und in den 1960er Jahren bis 1990 ein Ausbildungszentrum. Ab 1991 musste das Haus saniert und vom Holzbock befreit werden, mit einer Zwischennutzung als Kultur- und Bürgerhaus. Ab 2001 war die Volkshochschule des Landkreises Diepholz (VHS) alleiniger Mieter des Ensembles. Seit 2020 wird im Obergeschoss von Nr. 1 der Senioren- und Pflegestützpunkt Syke im Auftrag der Stadt durch den Verein Pro Dem betrieben.
Siehe auch Wohnhaus Waldstraße 3